# Conxa Borrell
Concepción Borrell Bernaus, más conocida como Conxa Borrell (España, siglo XX), es una trabajadora sexual, educadora sexual, sindicalista y militante por los derechos de los trabajadores sexuales española, actual líder y portavoz de APROSEX. Saltó a la fama como cara visible del polémico sindicato OTRAS, el primer sindicato de trabajadores sexuales español, del cual fue su primera secretaria general.

## Trayectoria

### Inicios en la prostitución y creación de APROSEX
Conxa Borrell empezó a prostituirse en 2006, bajo el seudónimo de Paula VIP. Hasta entonces, estando casada, tenía dos trabajos (uno de ellos de contable), pero la necesidad de dinero por problemas económicos y deudas de su marido, así como la idea de poder pagar el colegio de su hijo, la llevan a introducirse en el mundo de la prostitución. Mantuvo en un principio su trabajo de contable por las mañanas, mientras se prostituía por las tardes. Salió del armario como prostituta, ante familiares y amigos, en el año 2010.
En 2012, concienciada ante la necesidad de defenderse de los estigmas sexuales que afectan a las trabajadoras sexuales, crea APROSEX, definida en sus palabras como la primera organización integrada y dirigida exclusivamente por trabajadoras sexuales de España. Esa asociación suscitaría polémica en el seno del feminismo español por sus cursos para ser prostituta, sus talleres sexuales para mujeres y su financiación. Dentro de dichos talleres, Borrell se encargaría personalmente de llevar el curso de aprendizaje para ser prostituta. También se haría cargo de un blog de terapia sexual asociado a la organización. Además, como presidenta y cara visible de APROSEX protagonizaría sus primeras polémicas, destacando un encontronazo con Lidia Falcón en 2014.

### Creación del Sindicato OTRAS
Tras dos años de estudio del sindicalismo español, en agosto de 2018, Borrell, junto a otras compañeras trabajadoras sexuales crean el Sindicato OTRAS y lo registran exitosamente en el BOE. Este hecho provoca un terremoto político en España, al declarar la ministra de trabajo interina, Magdalena Valerio, que le han metido un "gol por la escuadra", siendo el inicio de una dura polémica en el seno del PSOE que implicaría a Susana Díaz y a Pedro Sánchez. Esta polémica sólo terminaría con el cese de Concepción Pascual, la hasta entonces directora general de trabajo, quién había tramitado la inscripción de OTRAS en el BOE.
En medio de la tormenta política subsiguiente a la creación de OTRAS, Borrell sería entrevistada por medios de alcance nacional, como El Español, o Libertad Digital. Además, protagonizaría nuevos enfrentamientos en televisión con Nuria González, de la asociación cultural l'Escola, y con Elisa Beni, quien llegó a insultar a Borrell por su defensa del trabajo sexual. En 2019, sería entrevistada por ElDiario.es para justificar la necesidad de la participación de OTRAS en la huelga del 8 de marzo de ese año. Tras la legalización de los estatutos del Sindicato OTRAS por el Tribunal Supremo en junio de 2021, Borrell declaró su intención de reunirse, en tanto representante de OTRAS, con la patronal del sector del sexo español, con Irene Montero y con la ministra de trabajo Yolanda Díaz.

### Actividad política
En abril de 2021, Borrell sería nuevamente entrevistada en El Mundo, en donde criticaría los ataques políticos de Carmen Calvo e Irene Montero (respectivamente en ese momento, la vicepresidenta primera del Gobierno y la ministra de Igualdad) a la prostitución española, y hablaría del banco de alimentos del Sindicato OTRAS, puesto en marcha como ayuda a las trabajadoras sexuales del Estado ante la crisis de la Covid.
En marzo de 2022, Borrell compareció en el Congreso de los Diputados junto con otras expertas y activistas del ámbito trabajo sexual, para exponer sus puntos de vista al respecto de los artículos relativos a la prostitución recogidos en el Proyecto de Ley Orgánica de Garantía Integral de la Libertad Sexual. Más tarde ese año, Borrell criticaría públicamente los reiterados intentos del PSOE de crear una ley abolicionista en España, argumentando que abocaría a las trabajadoras sexuales a "aceptar a clientes que nunca hemos querido atender, a los que no tendrán nada que perder. Solo delincuentes, ladrones y violadores querrán quedar con nosotras, para robarnos, agredirnos, violarnos y tal vez incluso matarnos, como ya está ocurriendo en nuestra vecina Francia".
En abril de 2023, Borrell abandonó la actividad sindical al frente de OTRAS para presentarse a las elecciones municipales de Barcelona en las listas electorales del partido Ciudadanos.

## Obras

### No ficción
- El blog de Paula (2009).[31] ISBN 9788499164083